# Live Around the World (album, Queen + Adam Lambert)
Live Around the World je druhé (a první mezinárodně vydané) koncertní album americko-britské rockové skupiny Queen + Adam Lambert. Bylo vydáno 2. října 2020 skrz hudební vydavatelství EMI Records, s výjimkou Spojených států, kde bylo album vydáno přes Hollywood Records. Album obsahuje záznamy jednotlivých písní z koncertů skupiny z let 2014–2020, během několika jejich turné po celém světě. Album také vyšlo jako DVD a Blu-ray, přičemž na tyto dva formáty byly přidány bonusové skladby, které CD a vinylové vydání neobsahují. Na celá straně 4 na vinylovém a CD vydání se nachází záznamy jednotlivých písní z koncertu Fire Fight Australia z února 2020.

## Seznam skladeb

### CD a vinyl
| Strana 1 | Strana 1                                                                                   | Strana 1    | Strana 1           | Strana 1 |
| Pořadí   | Název                                                                                      | Autor       | Původní album      | Délka    |
| -------- | ------------------------------------------------------------------------------------------ | ----------- | ------------------ | -------- |
| 1.       | Tear It Up (Live at The O2, London, United Kingdom, 2 July 2018)                           | Brian May   | The Works          | 3:04     |
| 2.       | Now I'm Here (Live at Summer Sonic, Tokyo, Japan, 17 August 2014)                          | May         | Sheer Heart Attack | 5:06     |
| 3.       | Another One Bites the Dust (Live at Summer Sonic, Tokyo, Japan, 17 August 2014)            | John Deacon | The Game           | 3:22     |
| 4.       | Fat Bottomed Girls (Live at American Airlines Center, Dallas, United States, 23 July 2019) | May         | Jazz               | 5:27     |

| Strana 2 | Strana 2                                                                                                | Strana 2                 | Strana 2           | Strana 2 |
| Pořadí   | Název                                                                                                   | Autor                    | Původní album      | Délka    |
| -------- | --- | ------------------------ | ------------------ | -------- |
| 5.       | Don't Stop Me Now (Live at Rock in Rio, Lisbon, Portugal, 20 May 2016)                                  | Freddie Mercury          | Jazz               | 4:10     |
| 6.       | I Want to Break Free (Live at Rock in Rio, Lisbon, Portugal, 20 May 2016)                               | Deacon                   | The Works          | 3:33     |
| 7.       | Somebody to Love (Live at Isle of Wight Festival, Newport, Isle of Wight, United Kingdom, 12 June 2016) | Mercury                  | A Day at the Races | 5:58     |
| 8.       | Love Kills (Live at iHeart Radio Theater, Los Angeles, United States, 16 June 2014)                     | Mercury, Giorgio Moroder | Metropolis         | 4:17     |

| Strana 3 | Strana 3                                                                                          | Strana 3           | Strana 3             | Strana 3 |
| Pořadí   | Název                                                                                             | Autor              | Původní album        | Délka    |
| -------- | ------------------------------------------------------------------------------------------------- | ------------------ | -------------------- | -------- |
| 9.       | I Was Born to Love You (Live at Summer Sonic, Tokyo, Japan, 17 August 2014)                       | Mercury            | Made in Heaven       | 4:04     |
| 10.      | Under Pressure (Live at Global Citizen Festival, New York City, United States, 28 September 2019) | Queen, David Bowie | Hot Space            | 3:45     |
| 11.      | Who Wants to Live Forever (Live at Isle of Wight Festival, Newport, United Kingdom)               | May                | A Kind of Magic      | 4:40     |
| 12.      | The Show Must Go On (Live at The O2, London, United Kingdom, 4 July 2018)                         | Queen              | Innuendo             | 4:17     |
| 13.      | Love of My Life (Live at The O2, London, United Kingdom, 2 July 2018)                             | Mercury            | A Night at the Opera | 4:13     |

| Strana 4       | Strana 4 | Strana 4       | Strana 4             | Strana 4 |
| Pořadí         | Název | Autor          | Původní album        | Délka    |
| -------------- | --- | -------------- | -------------------- | -------- |
| 14.            | Bohemian Rhapsody (Live at Fire Fight Australia, ANZ Stadium, Sydney, Australia, 16 February 2020)                                                                                | Mercury        | A Night at the Opera | 2:20     |
| 15.            | Radio Ga Ga (Live at Fire Fight Australia, ANZ Stadium, Sydney, Australia, 16 February 2020)                                                                                      | Roger Taylor   | The Works            | 4:23     |
| 16.            | Ay-Oh (Live at Fire Fight Australia, ANZ Stadium, Sydney, Australia, 16 February 2020 respektive záznam z Live at Wembley, Wembley Stadium, London, United Kingdom, 12 July 1986) | Mercury        | —                    | 1:08     |
| 17.            | Hammer to Fall (Live at Fire Fight Australia, ANZ Stadium, Sydney, Australia, 16 February 2020)                                                                                   | May            | The Works            | 4:53     |
| 18.            | Crazy Little Thing Called Love (Live at Fire Fight Australia, ANZ Stadium, Sydney, Australia, 16 February 2020)                                                                   | Mercury        | The Game             | 4:03     |
| 19.            | We Will Rock You (Live at Fire Fight Australia, ANZ Stadium, Sydney, Australia, 16 February 2020)                                                                                 | May            | News of the World    | 2:29     |
| 20.            | We Are the Champions (Live at Fire Fight Australia, ANZ Stadium, Sydney, Australia, 16 February 2020)                                                                             | Mercury        | News of the World    | 3:04     |
| Celková délka: | Celková délka: | Celková délka: | Celková délka:       | 75:25    |

### DVD
| Strana 1       | Strana 1 | Strana 1                         | Strana 1             | Strana 1 |
| Pořadí         | Název | Autor                            | Původní album        | Délka    |
| -------------- | --- | -------------------------------- | -------------------- | -------- |
| 1.             | Tear It Up (Live at The O2, London, United Kingdom, 2 July 2018) | Brian May                        | A Kind of Magic      | 3:04     |
| 2.             | Now I'm Here (Live at Summer Sonic, Tokyo, Japan, 17 August 2014) | May                              | Sheer Heart Attack   | 5:06     |
| 3.             | Another One Bites the Dust (Live at Summer Sonic, Tokyo, Japan, 17 August 2014) | John Deacon                      | The Game             | 3:22     |
| 4.             | Fat Bottomed Girls (Live at American Airlines Center, Dallas, United States, 23 July 2019)                                                                                                | May                              | Jazz                 | 5:27     |
| 5.             | Don't Stop Me Now (Live at Rock in Rio, Lisbon, Portugal, 20 May 2016) | Freddie Mercury                  | Jazz                 | 4:10     |
| 6.             | I Want to Break Free (Live at Rock in Rio, Lisbon, Portugal, 20 May 2016) | Deacon                           | The Works            | 3:33     |
| 7.             | Somebody to Love (Live at Isle of Wight Festival, Newport, Isle of Wight, United Kingdom, 12 June 2016)                                                                                   | Mercury                          | A Day at the Races   | 5:58     |
| 8.             | Love Kills (Live at iHeart Radio Theater, Los Angeles, United States, 16 June 2014) | Mercury, Giorgio Moroder         | Queen Forever        | 4:17     |
| 9.             | I Was Born to Love You (Live at Summer Sonic, Tokyo, Japan, 17 August 2014) | Mercury                          | Made in Heaven       | 4:04     |
| 10.            | Drum Battle (Live at Qudos Bank Arena, Sydney, Australia, August 2014) | Roger Taylor, Rufus Tiger Taylor | —                    | 2:29     |
| 11.            | Under Pressure (Live at Global Citizen Festival, New York City, United States, 28 September 2019)                                                                                         | Queen, David Bowie               | Hot Space            | 3:45     |
| 12.            | Who Wants to Live Forever (Live at Isle of Wight Festival, Newport, United Kingdom) | May                              | A Kind of Magic      | 4:40     |
| 13.            | Last Horizon (Live at The O2, London, United Kingdom, July 2018) | May                              | Back to the Light    | 10:12    |
| 14.            | The Show Must Go On (Live at The O2, London, United Kingdom, 4 July 2018) | Queen                            | Innuendo             | 4:17     |
| 15.            | Love of My Life (Live at The O2, London, United Kingdom, 2 July 2018) | Mercury                          | A Night at the Opera | 4:13     |
| 16.            | Bohemian Rhapsody (Live at Fire Fight Australia, ANZ Stadium, Sydney, Australia, 16 February 2020)                                                                                        | Mercury                          | A Night at the Opera | 2:20     |
| 17.            | Radio Ga Ga (Live at Fire Fight Australia, ANZ Stadium, Sydney, Australia, 16 February 2020)                                                                                              | Taylor                           | The Works            | 4:23     |
| 18.            | Ay-Oh (Live at Fire Fight Australia, ANZ Stadium, Sydney, Australia, 16 February 2020 respektive záznam z Live at Wembley Stadium, Wembley Stadium, London, United Kingdom, 12 July 1986) | Mercury                          | —                    | 1:08     |
| 19.            | Hammer to Fall (Live at Fire Fight Australia, ANZ Stadium, Sydney, Australia, 16 February 2020)                                                                                           | May                              | The Works            | 4:53     |
| 20.            | Crazy Little Thing Called Love (Live at Fire Fight Australia, ANZ Stadium, Sydney, Australia, 16 February 2020)                                                                           | Mercury                          | The Game             | 4:03     |
| 21.            | We Will Rock You (Live at Fire Fight Australia, ANZ Stadium, Sydney, Australia, 16 February 2020)                                                                                         | May                              | News of the World    | 2:29     |
| 22.            | We Are the Champions (Live at Fire Fight Australia, ANZ Stadium, Sydney, Australia, 16 February 2020)                                                                                     | Mercury                          | News of the World    | 3:04     |
| Celková délka: | Celková délka: | Celková délka:                   | Celková délka:       | ?        |

## Obsazení nástrojů
- Freddie Mercury – hlavní zpěv (1970–1991) – Ay-Oh, záběry z koncertu Live at Wembley během „Love Of My Life“
- Brian May – elektrická kytara (Red Special), akustická kytara, doprovodné vokály, hlavní zpěv (1970–)
- Roger Taylor – bicí, perkuse, doprovodné vokály, hlavní zpěv (1970–)
- Adam Lambert – hlavní zpěv (2011–)
- Spike Edney – klavír, klávesy, syntezátory, vocoder, doprovodné vokály (1984–)
- Neil Fairclough – basová kytara, doprovodné vokály (2011–)
- Tyler Warren – perkuse, přídavné bicí, doprovodné vokály (2017–)
- Rufus Tiger Taylor – perkuse, přídavné bicí, doprovodné vokály (2011–2017)

## Umístění v žebříčcích
| Žbeříček (2020)                          | Nejvyšší umístění |
| ---------------------------------------- | ----------------- |
| Australian Albums (ARIA)                 | 1                 |
| Austrian Albums (Ö3 Austria)             | 6                 |
| Belgian Albums (Ultratop Flanders)       | 14                |
| Belgian Albums (Ultratop Wallonia)       | 13                |
| Czech Albums (IFPI)                      | 61                |
| Danish Albums (Hitlisten)                | 28                |
| Dutch Albums (Album Top 100)             | 6                 |
| Finnish Albums (Suomen virallinen lista) | 14                |
| French Albums (SNEP)                     | 100               |
| German Albums (Offizielle Top 100)       | 5                 |
| Hungarian Albums (Mahasz)                | 14                |
| Irish Albums (OCC)                       | 22                |
| Italian Albums (FIMI)                    | 23                |
| Japanese Albums (Oricon)                 | 10                |
| New Zealand Albums (RMNZ)                | 4                 |
| Polish Albums (ZPAV)                     | 17                |
| Portuguese Albums (AFP)                  | 3                 |
| Scottish Albums (OCC)                    | 1                 |
| Slovak Albums (IFPI)                     | 87                |
| Spanish Albums (PROMUSICAE)              | 20                |
| Swiss Albums (Swiss Hitparade)           | 5                 |
| UK Albums (OCC)                          | 1                 |
| US Billboard 200                         | 56                |
| US Top Album Sales (Billboard)           | 12                |
| US Top Hard Rock Albums (Billboard)      | 5                 |
| US Top Rock Albums (Billboard)           | 10                |
| US Top Tastemaker Albums (Billboard)     | 6                 |